# Orient
Orient ( lat. oriens = est) este o denumire uzuală atribuită spațiului geografic de la răsărit de Europa (îndeosebi Asia și Africa de Est).
Denumirea de „orient” provine din timpul romanilor, care defineau această parte a lumii (lat. plagae mundi) drept plaga orientalis. Azi grecii numesc regiunea aceea Anatole, iar italienii Levante (Levant).

## Evoluția înțelesului termenului
În decursul istoriei înțelesul termenului de „orient” s-a modificat. La ora actuală cuprinde toată regiunea continentului asiatic, incluzând de exemplu țările arabe, Iranul, India și China.
Țările arabe, Turcia, Iranul, Africa de nord și alte țări aparțin de „orientul apropiat”. Acest termen din urmă este nu numai o zonă geografică, ci definește și o regiune vastă cu o anumită cultură și religie (islam).
Începând din anii 1970, prin dezbaterile despre „orientalism”, tendința de separare a lumii în „orient” și „occident” a fost criticată vehement: separarea ar fi legată de prejudecăți și ne oferă o imagine subiectivă, ruptă de realitate. Această formulare a făcut-o în tezele sale Edward Said (critic literar din Palestina), care a arătat greșeala acestei concepții născute în secolul al XVIII-lea.